# Tabla de snowboard
Una tabla de snowboard o una tabla de nieve es la pieza principal del equipo utilizado en el snowboard. Es una tabla diseñada para ir sujeta bajo los pies mediante fijaciones (elementos de sujeción para los pies) y sobre la cual el deportista se desliza por pistas de nieve.

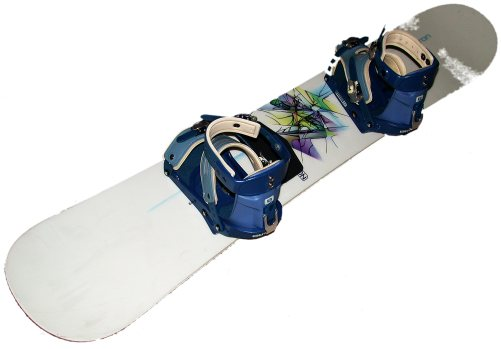
Tabla de snowboard.

La mayoría de las tablas de snowboard están construidas con un núcleo de madera laminado con fibra de vidrio. Tiene varias partes: la parte delantera de la tabla, la nariz (la "nose") está curvado hacia arriba para facilitar la superación de todo tipo de obstáculos en la nieve; la parte trasera de la tabla, la cola (la "tail") puede desde estar igual de curvada que la delantera hasta a ser prácticamente plana dependiendo principalmente del tiempo que vaya a ir alguien con la cola hacia adelante (ir en "switch"); la base de la tabla (la parte del snowboard que toca la nieve) está cubierta con un plástico conocido como P-tex, tratado para que absorba mejor la cera, que se pone en la base de la tabla para mejorar el deslizamiento. Además, los cantos de la tabla son afilados y de acero, lo que permite un mayor agarre cuando, al girar, la tabla se apoya exclusivamente sobre un canto. En la parte superior de la tabla es donde se fijan las ataduras (fijaciones) y normalmente suelen tener dibujos y diseños.

## Diferencias
Las principales características de una tabla de snowboard son:
- Longitud - Desde tablas para niños de apenas 120cm hasta tablas de carreras de 215cm hay toda una variedad de tamaños que normalmente se concentran en medidas desde 140cm hasta 165. Una elección de la correcta longitud puede realizarse conociendo el peso del snowboarder. El peso del ryder es un factor determinante para elegir una tabla apropiada.[1]

Las tablas están hechas de madera en su núcleo central (core). Esta zona principal amortigua el peso del cuerpo y su capacidad de absorción influirá en gran medida en el deslizamiento sobre la nieve. La capacidad de absorción del peso de la madera determina la flexibilidad, o en el argot “flex” (flexión) de la tabla. Si el peso del rider es mayor o menor para el que la tabla fue concebida, el comportamiento de este flex hará que la tabla no responda correctamente a los movimientos de aquel.
La mayoría de marcas comerciales establecen una relación entre el peso del snowboarder y la medida de la tabla correspondiente.
Cuanto más grande es una tabla más estable será a altas velocidades mientras que las tablas pequeñas son más maniobrables.
- Anchura - La anchura de una tabla se refiere a lo que mide la tabla en el centro, donde se colocan las ataduras, puesto que la anchura de la nariz y de la cola varían según el borde de la tabla. Las tablas más anchas proporcionan más estabilidad y las medidas varían entre los 30cm de algunas tablas de "estilo libre" y los 15cm de tablas de snowboard alpino.

- Borde de la tabla ('sidecut') - El borde de la tabla, visto desde arriba, se curva de tal manera que tanto la nariz como la cola son más anchos que el centro de la tabla. El radio de esta curva puede ir desde 5m en una tabla de niño hasta los 17 m de una tabla de carreras. En general el radio suele estar entre los 8-9 metros.

- Flexión - La flexibilidad de una tabla de snowboard afecta a su uso y varía dependiendo tanto del peso del usuario como del uso que vaya a dársele. En general, cuanto más flexible sea una tabla más sencillo será girar pero más inestable será a altas velocidades. Por regla general las tablas más blandas se orientan a la práctica de las acrobacias ('jigging') y las más rígidas a disciplinas que necesitan de una mayor estabilidad a velocidades altas como grandes saltos, competiciones de descenso o mediotubo (halfpipe).

- Perfil o Camber - El perfil o Camber es la curvatura de la tabla vista de perfil. Escoger el perfil adecuado aportará mayor estabilidad de movimiento y mejora en la práctica.

Las condiciones del terreno nevado, el tipo de pista y el nivel de experiencia del snowboarder determinan la elección del tipo de perfil o Camber.
Los tipos de perfiles son:
Plano o Flat - Sin curvatura, la base de la tabla está totalmente en contacto con el suelo. Se recomienda este perfil para aprendices.
Tradicional - Con una ligera curvatura cóncava. La tabla esta levantada en su eje central. Un perfil versátil.
Rocker - Con un curvatura convexa con respecto al suelo. Garantiza estabilidad. Idóneo para nieve polvo.
Híbrido - El perfil en forma de W. Un perfil polivalente para todo tipo de condiciones.
Rocker híbrido - Con forma de W y ligeramente cóncavo. Para snowboarders profesionales y para la práctica en snowparks.